# 霍拉日焦維采

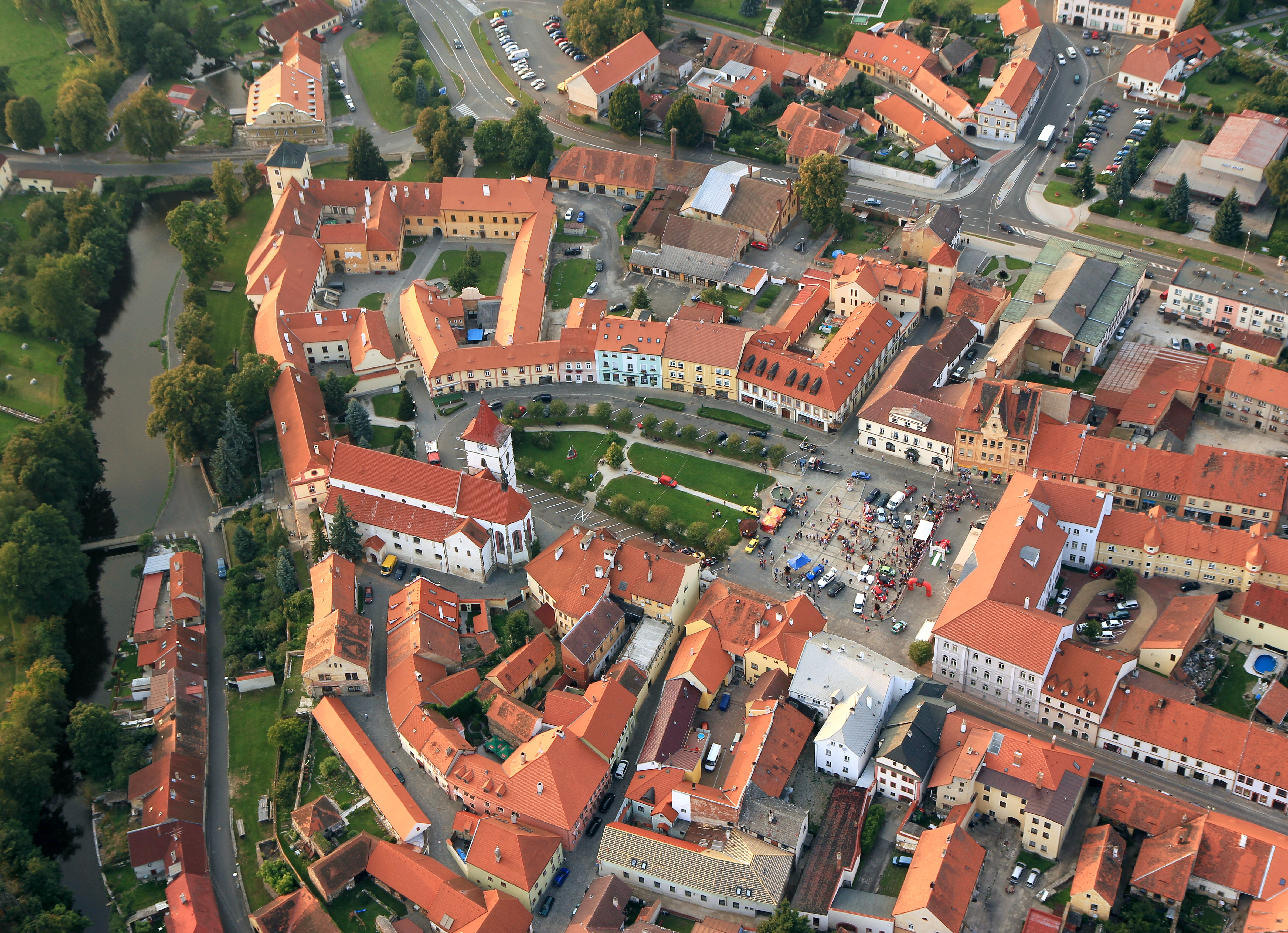

霍拉日焦維采是捷克的城鎮，位於該國西北部奧塔瓦河畔，距離首府皮爾森約50公里，由比爾森州負責管轄，面積43.02平方公里，海拔高度427米，2015年人口5,428。